# Sangachok
Sangachok (nep. साँगाचोक) – gaun wikas samiti w środkowej części Nepalu  w strefie Bagmati w dystrykcie Sindhupalchowk. Według nepalskiego spisu powszechnego z 2001 roku liczył on 1871 gospodarstw domowych i 9786 mieszkańców (5126 kobiet i 4660 mężczyzn).